# Психічні процеси
Психічні процеси — складні утворення, в яких беруть участь різні психофізіологічні функції та різні сторони свідомості. Психічні процеси мають свій специфічний зміст (пізнавальні, емоційні, вольові) і розкриваються через розвиток цього змісту.
У сучасній психології прийнято вважати, що психічні процеси тісно взаємозалежні й, зливаються в один цілісний процес, властивість під назвою "психіка". Поділ свідомості на психічні процеси умовний, воно не має теоретичного обґрунтування. У науці розробляються інтегративні підходи до психіки, і класифікація психічних процесів має скоріше педагогічну і пропедевтичну цінність, що сходить у міру розвитку науки.
Взаємозв'язок психічних процесів виражається, наприклад, у тім, що сприйняття неможливо без пам'яті, запам'ятовування неможливо без сприйняття, а увага неможлива без мислення.

## Види психічних процесів
| Пізнавальні: - Відчуття - Сприйняття - Мислення - Свідомість - Мова - Пам'ять - Уява - Уявлення | Емоційно-мотиваційні: - Емоції і Почуття - Психічний стан - Мотивація - Воля - Проактивність | {{{3}}} |